# Kevin Sorbo
Kevin David Sorbo (Mound, 24 settembre 1958) è un attore, produttore cinematografico, produttore televisivo, regista ed ex modello statunitense.
È noto per aver interpretato Hercules nell'omonima serie televisiva (1995-1999), il capitano Dylan Hunt nella serie televisiva Andromeda e Kull nel film Kull il conquistatore.

## Biografia
Nasce a Mound, nel Minnesota, il 24 settembre 1958, da una famiglia luterana. La madre, Ardis, era un'infermiera statunitense di origini inglesi, tedesche e scozzesi, mentre il padre, Lynn Sorbo, un docente di biologia e matematica statunitense di origini italiane, più precisamente campane e norvegesi. Prima di entrare nel mondo del cinema fa il modello per riviste e televisioni. Una sua apparizione è in un noto spot Grand Marnier degli anni '80. In questo periodo lavora anche a Milano ottenendo buona padronanza della lingua italiana e facendo conoscenza con stilisti del calibro di Gianni Versace e Giorgio Armani.
È conosciuto principalmente per l'interpretazione del personaggio protagonista nella serie televisiva Hercules (al suo fianco troviamo sempre il suo fidato amico, nonché nipote, Iolao, che lo aiuta ad affrontare i nemici, seguaci della perfida dea Giunone). In alcuni episodi interpreta anche il ruolo del Sovrano, controparte malvagia di Hercules. Partecipa alla serie TV Andromeda, nel ruolo del Capitano Dylan Hunt dell'astronave Andromeda Ascendant.
Prende parte anche ad alcuni episodi del telefilm Xena - Principessa guerriera, serie spin-off di Hercules. Recita per pochi episodi nella soap opera Santa Barbara, nei panni di un aitante chauffeur assunto da Augusta allo scopo di sedurre Gina. Attivo anche nella quarta stagione di The O.C., nella parte di Frank Atwood, il padre di Ryan Atwood, appare poi in alcuni episodi delle sit-com americane Dharma e Greg, Hope e Faith, Due uomini e mezzo, La vita secondo Jim e The Middleman. Recita infine nel film-parodia di 3ciento - Chi l'ha duro... la vince (2008), nel ruolo del capitano dell'esercito spartano e nel film Walking Tall 2 - La rivincita (2007), seguito da Walking Tall 3 - Giustizia personale (2007).
Nel 1997 interpreta il personaggio di Kull di Valusia, protagonista di Kull il conquistatore, film tratto dai racconti fantasy dello scrittore Robert E. Howard. Nel 2008 partecipa al film L'ora del licantropo. Nel 2009 è protagonista del fantasy Tales of an Ancient Empire, sequel del film La spada a tre lame, e interpreta il ruolo di Mr. Phoenix in Bitch Slap. Nel 2012 è presente nel film TV italo-maltese Vite in ostaggio, in onda su Canale 5. Nel 2019 vince il "Best Actor Award" di New York.

## Vita privata
È sposato con l'attrice Sam Jenkins. Hanno tre figli: Braedon Cooper (2001), Shane Haaken (2004) e Octavia Flynn (2005).
È anche presidente e portavoce dell'organizzazione no-profit "Un mondo adatto ai bambini!" (abbreviata con la sigla AWFFK!), che educa i ragazzi a diventare tutori di bambini più piccoli.

## Filmografia parziale

### Attore

#### Cinema
- Il massacro degli innocenti (Slaughter of the Innocents), regia di James Glickenhaus (1993)
- Kull il conquistatore (Kull the Conqueror), regia di John Nicolella (1997)
- Clipping Adam, regia di Michael Picchiottino (2004)
- Walking Tall 2 - La rivincita (Walking Tall: The Payback), regia di Tripp Reed (2007)
- Walking Tall 3 - Giustizia personale (Walking Tall: Lone Justice), regia di Tripp Reed (2007)
- Il cacciatore di taglie (Avenging Angel), regia di David S. Cass Sr. (2007)
- An American Carol, regia di David Zucker (2008)
- La febbre della prateria (Prairie Fever), regia di Stephen Bridgewater e David S. Cass Sr. (2008)
- 3ciento - Chi l'ha duro... la vince (Meet the Spartans), regia di Jason Friedberg, Aaron Seltzer (2008)
- L'ora del licantropo (Never Cry Werewolf), regia di Brenton Spencer (2008)
- Tommy e il mulo parlante (Tommy and the Cool Mule), regia di Andrew Stevens (2009)
- Bitch Slap - Le superdotate (Bitch Slap), regia di Rick Jacobson (2009)
- Il soffio dell'inferno (Fire from Below), regia di Andrew Stevens, Jim Wynorski (2009)
- Paradox, regia di Brenton Spencer (2010)
- Tales of an Ancient Empire, regia di Albert Pyun (2010)
- The Kings of Mykonos, regia di Peter Andrikidis (2010)
- E se... fosse andata diversamente? (What If...), regia di Dallas Jenkins (2010)
- Sam Steele and the Crystal Chalice, regia di Tom Whitus (2011)
- Coffin, regia di Kipp Tribble, Derik Wingo (2011)
- Julia X 3D, regia di P.J. Pettiette (2011)
- Poolboy: Drowning Out the Fury, regia di Garrett Brawith (2011)
- Soul Surfer, regia di Sean McNamara (2011)
- Fatal Call, regia di Jack Snyder (2012)
- FDR: American Badass!, regia di Garrett Brawith (2012)
- Abel's Field, regia di Gordie Haakstad (2012)
- Storm Rider - Correre per vincere (Storm Rider), regia di Craig Clyde (2013)
- The Extendables, regia di Brian Thompson (2014)
- God's Not Dead, regia di Harold Cronk (2014)
- Survivor, regia di John Lyde (2014)
- The Black Rider: Revelation Road, regia di Gabriel Sabloff (2014)
- One Shot, regia di John Lyde (2014)
- Mythica: A Quest for Heroes, regia di Anne K. Black (2014)
- Alongside Night, regia di J. Neil Schulman (2014)
- The Sparrows: Nesting, regia di Nancy Criss, Josh Hodgins (2015)
- Confessions of a Prodigal Son, regia di Allan Spiers (2015)
- Gallows Road, regia di Bill McAdams Jr. (2015)
- Hope Bridge, regia di Joshua Overbay (2015)
- The Secret Handshake, regia di Howard Klausner (2015)
- Jesse James: Lawman, regia di Brett Kelly (2015)
- One More Round, regia di Chip Rossetti (2015)
- Mythica: The Darkspore, regia di Anne K. Black (2015)
- Single in South Beach, regia di Alejandro Itkin, Hunter Carson (2015)
- Mythica: The Necromancer, regia di A. Todd Smith (2015)
- Christmas Dreams, regia di Andrew Repasky McElhinney (2015)
- Piranha Sharks, regia di Leigh Scott (2016)
- Caged No More, regia di Lisa Arnold (2016)
- Beyond the Game, regia di Erken Ialgashev (2016)
- Mythica: The Iron Crown, regia di John Lyde (2016)
- Joseph and Mary, regia di Roger Christian (2016)
- Forgiven, regia di Kevan Otto (2016)
- Spirit of the Game, regia di Darran Scott (2016)
- Mythica: The Godslayer, regia di John Lyde (2016)
- Rodeo Girl, regia di Joel Paul Reisig (2016)
- The UnMiracle, regia di Andrew Papke (2017)
- Asomatous, regia di Harvey Lowry (2017)
- Let There Be Light, regia di Kevin Sorbo (2017)
- This Old Machine, regia di Brad Garris (2017)
- Bernie il delfino (Bernie the Dolphin), regia di Kirk Harris (2018)
- The Reliant, regia di Paul Munger (2019)
- Miracle in East Texas, regia di Kevin Sorbo (2019)
- Bernie il delfino 2 (Bernie the Dolphin 2), regia di Kirk Harris (2019)
- One Nation Under God, regia di Lisa Arnold (2020)
- Faith Under Fire, regia di Joel Paul Reisig (2020)
- Free Lunch Express, regia di Lenny Britton (2020)
- The Penitent Thief, regia di Lucas Miles (2020)
- The Girl Who Believes in Miracles, regia di Richard Correll (2021)
- Chosen, regia di Jason Campbell (2021)
- I Can't Breathe (God Forgive Them), regia di Bobby Lacer (2022)
- Left Behind: Rise of the Antichrist, regia di Kevin Sorbo (2023)
- Bezos - La storia di un genio, regia di Khoa Le (2023)
- The Last Redemption, regia di John Real (2024)
- Reagan - Un presidente sotto i riflettori (Reagan), regia di Sean McNamara (2024)

#### Televisione
- Santa Barbara - serie TV, 1 episodio (1986)
- Scuola di football (1st & Ten), serie TV, 1 episodio (1988)
- Cin cin (Cheers), serie TV, 1 episodio (1992)
- Battito finale (Condition: Critical), regia di Jerrold Freedman  Film TV (1992)
- Il commissario Scali (The Commish), serie TV, episodio 3x08 (1993)
- La signora in giallo (Murder, She Wrote), serie TV, episodi 10x05 (1993)
- Hercules e le donne amazzoni (Hercules and the Amazon Women), regia di Bill L. Norton - Film TV (1994)
- Hercules e il regno perduto (Hercules: The Legendary Journeys - Hercules and the Lost Kingdom), regia di Harley Cokeliss - Film TV (1994)
- Hercules e il cerchio di fuoco (Hercules: The Legendary Journeys - Hercules and the Circle of Fire), regia di Doug Lefler - Film TV (1994)
- Hercules nell'inferno degli dei (Hercules in the Underworld), regia di Bill L. Norton - Film TV (1994)
- Hercules nel labirinto del Minotauro (Hercules in the Maze of the Minotaur), regia di Josh Becker - Film TV (1994)
- Cybill - serie TV, episodio 1x11 (1995)
- Hercules (Hercules: The Legendary Journeys), serie TV - 111 episodi (1995-1999)
- Xena - Principessa guerriera (Xena: Warrior Princess), serie TV - 2 episodi (1995-2000)
- Hercules & Xena: Wizards of the Screen, regia di Ryan A. Harmon - cortometraggio (1997)
- Sin City Spectacular - serie TV, episodio 1x03 (1998)
- Just Shoot Me! - serie TV, episodio 4x07 (1999)
- Andromeda - serie TV, 110 episodi (2000-2005)
- Dharma & Greg - serie TV, 4 episodi - Charlie (2001)
- La vita secondo Jim (According to Jim), serie TV, episodio 2x19 (2003)
- Hope & Faith - serie TV, episodio 1x15 (2004)
- Love, Inc. - serie TV, episodio 1x06 (2005)
- Bobby Cannon, regia di Barry Kemp - Film TV (2005)
- Last Chance Cafe, regia di Jorge Montesi - Film TV (2006)
- Due uomini e mezzo (Two and a Half Men), serie TV - episodio 3x20 (2006)
- Psych - serie TV, episodio 2x09 (2007)
- Something Beneath, regia di David Winning - Film TV (2007)
- The O.C. - serie TV, 7 episodi - Frank Atwood (2006-2007)
- The Middleman - serie TV, episodio 1x09 (2008)
- Wolf Canyon, regia di Allan Harmon - Film TV (2009)
- Lightning Strikes, regia di Gary Jones - Film TV (2009)
- The Super Hero Squad Show - serie TV, 2 episodi (2009-2011)
- The Santa Suit, regia di Robert Vaughn - Film TV (2010)
- Provaci ancora Gary - serie TV, episodio 1x20 (2009)
- Hawaii Five-0 - serie TV, episodio 1x06 (2010)
- St. James St. James Presents: Delirium Cinema, regia di Ivan Victor - Film TV (2011)
- The Ex List - serie TV, episodio 1x08 (2011)
- Flesh Wounds, regia di Dan Garcia - Film TV (2011)
- Non fidarti della str**** dell'interno 23 (Don't Trust the B---- in Apartment 23), serie TV, episodio 1x04 (2012)
- Vite in ostaggio, regia di Lamberto Bava - film TV (2012)
- Scelta d'amore (Coffee Shop), regia di Dave Alan Johnson - Film TV (2014)
- Supergirl - serie TV, 3 episodi (2017)
- The Potwins - serie TV, 8 episodi (2021)

### Doppiatore
- Hercules and Xena - The Animated Movie: The Battle for Mount Olympus (1997)
- The Conduit (2009)
- God of War III (2010) - videogioco - voce di Ercole

### Regista

#### Cinema
- Left Behind: Rise of the Antichrist (2023)

#### Televisione
- Hercules - serie TV, episodi 2x17, 3x20 (1996-1997

### Produttore
- Andromeda - serie TV - 88 episodi - produttore esecutivo (2001-2005)
- Wolf Canyon, regia di Allan Harmon - film TV - produttore esecutivo (2009)
- Il soffio dell'inferno (Fire from Below), regia di Andrew Stevens, Jim Wynorski (2009) - produttore esecutivo (2009)
- 12 Biggest Lies, regia di André van Heerden - documentario - produttore esecutivo (2010)
- Abel's Field, regia di (2012)
- FDR: American Badass!, regia di Garrett Brawith - film TV - produttore esecutivo (2012)

### Sceneggiatore
- Hercules, serie TV - episodio 4x06 (1997)

## Doppiatori italiani
Nelle versioni in italiano delle opere in cui ha recitato, Kevin Sorbo è stato doppiato da:
- Mario Cordova in  Hercules, Xena - Principessa guerriera, Hawaii Five-O, Spirit of the Game - Lo spirito del gioco, Supergirl e nei ridoppiaggi di Hercules e le donne amazzoni, Hercules e il regno perduto, Hercules e il cerchio di fuoco, Hercules e il regno dei morti, Hercules e il labirinto del Minotauro
- Andrea Ward in Andromeda, The O.C., Psych, Il cacciatore di taglie, Storm Rider - Correre per vincere, God's Not Dead
- Marcello Cortese in Hercules e le donne amazzoni, Hercules e il regno perduto, Hercules e il cerchio di fuoco, Hercules e il regno dei morti, Hercules e il labirinto del Minotauro
- Vittorio De Angelis in Walking Tall 2 - La rivincita, Walking Tall 3 - Giustizia personale, Non fidarti della str**** dell'interno 23
- Massimo Rossi in Battito finale, Dharma & Greg
- Enrico Di Troia in Bernie il delfino, Bernie il delfino 2
- Teodoro Giuliani in The Girl Who Believes in Miracles, Bezos - La storia di un genio
- Mauro Gravina in La signora in giallo
- Luca Ward in 3ciento - Chi l'ha duro... la vince
- Fabrizio Temperini in Due uomini e mezzo
- Alessandro Rossi in Kull il conquistatore
- Edoardo Nordio in L'ora del licantropo
- Fabrizio Pucci in Bitch Slap - Le superdotate
- Stefano Benassi in La vita secondo Jim
- Sergio Lucchetti in Provaci ancora Gary
- Giorgio Borghetti in Soul Surfer
- Roberto Pedicini in Vite in ostaggio
- Angelo Maggi in E se... fosse andata diversamente?
- Teo Bellia in Scelta d'amore
- Mimmo Strati in The Last Redemption
- Daniel Magni in Reagan - Un presidente sotto i riflettori